# Ralph Chaplin
Ralph Hosea Chaplin (ur. 30 kwietnia 1887 w Hrabstwo Ames, zm. 22 marca 1961 w Tacoma) – amerykański pisarz, artysta i działacz ruchu robotniczego.

## Życiorys
Był synem farmerów Edgara Chaplina i Clary Bradford. W 1893 rodzina ze względu na ciężką sytuację ekonomiczną przeniosła się do Chicago. Tam już w wieku siedmiu lat, widząc będące następstwem strajku zwolnienie ojca z pracy, zainteresował się socjalizmem, uczęszczał na spotkania partii socjalistycznej, dystrybuował na ulicach Chicago lewicowe broszury. W wieku trzynastu lat zakończył edukację w szkole i podjął pracę w studiu portretowym, która dała początek jego karierze artystycznej. W 1905 zawarł związek małżeński z Edith Medin.
Zafascynowany wypadkami rewolucyjnymi w Meksyku, wyjechał z kraju, podjął pracę w studiu portretowym w mieście Meksyk, związawszy się jednocześnie z braćmi Magón i innymi meksykańskimi rewolucjonistami. Po powrocie rozpoczął pracę w różnych związkach zawodowych, większość z nich była słabo płatna. Niektóre wczesne dzieła Chaplina zostały zrobione dla magazynu „International Socialist Review” i innych publikacji Charlesa Kerra.

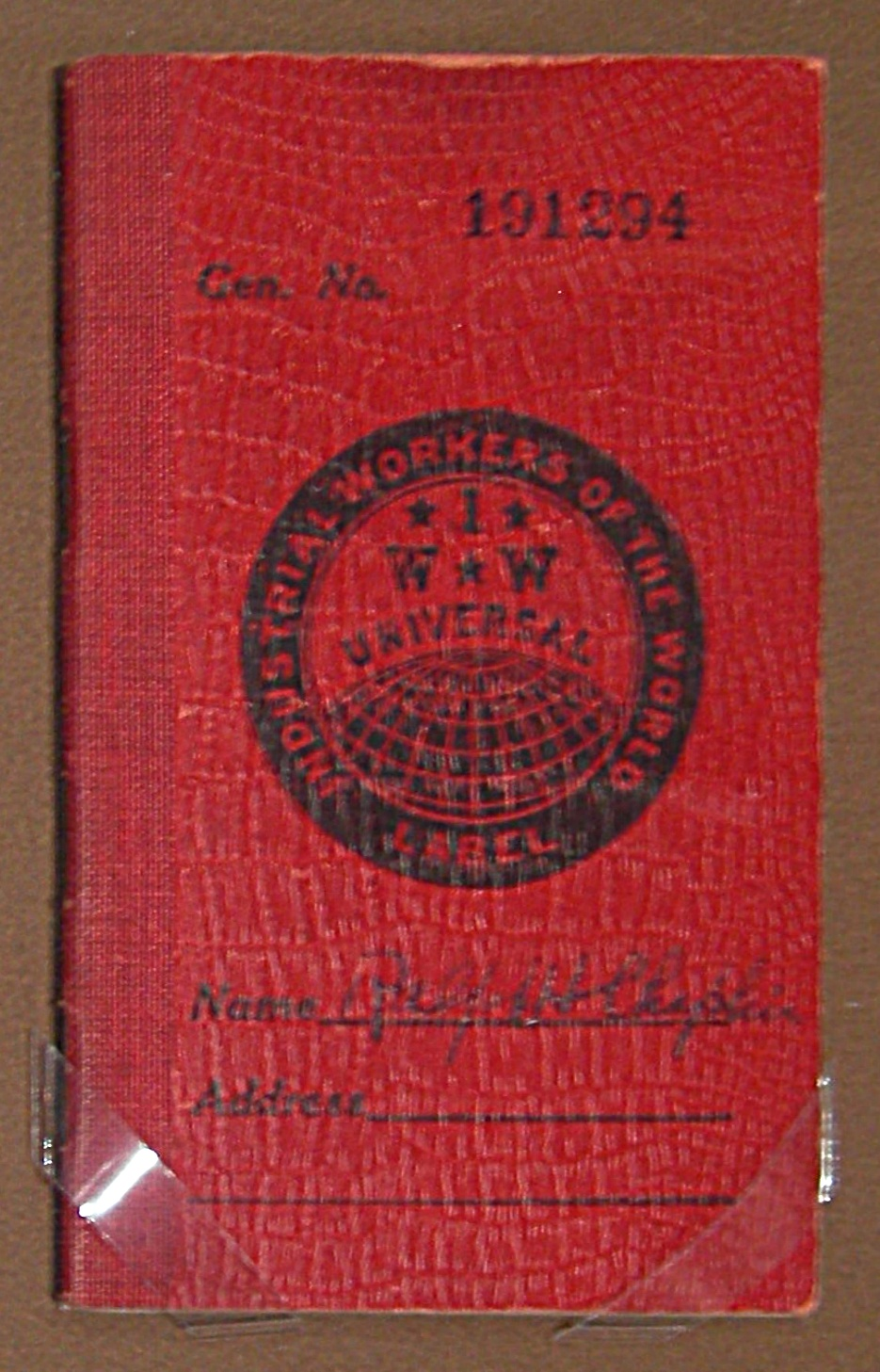
Legitymacja IWW Chaplina

Przez dwa lata pracował w razem z Mother Jones aż do krwawych buntów górników w Hrabstwie Kanawha w latach 1912–1913. Doprowadziło to do napisania przez niego wielu poematów o tematyce robotniczej. Solidarity Forever został często śpiewanym hymnem.
Był aktywny w związku zawodowym Robotnicy Przemysłowi Świata (IWW) i został redaktorem wschodniego wydania pisma „Solidarity”. W 1917 wraz ze stu innymi związkowcami został aresztowany zgodnie z aktem Epsionage za unikanie poboru do wojska i dezercję. Podczas dwudziestoletniego pobytu w więzieniu napisał Bars And Shadows: The Prison Poems.
Po wyjściu nadal pracował na rzecz praw robotników. Bardzo rozczarowały go następstwa rewolucji w Rosji. Nie był też jednak zadowolony z liberalistycznej drogi obranej przez Nowy Ład. Chaplin utrzymał swoje stosunki z IWW i pracował w latach 1932–1936 jako redaktor ich gazety w Chicago, „Industrial Worker”. Zapobiegał komunistycznej infiltracji w amerykańskich związkach zawodowych.
Ostatecznie osiedlił się w mieście Tacoma w stanie Waszyngton gdzie wydawał robotnicze publikacje. Od 1949 aż do śmierci był kustoszem w Washington State Historical Society.
Przypisuje mu się stworzenie symbolu „dzikiego strajku”. Wpisanego w okrąg najeżonego czarnego żbika. Jest to jeden z symboli stosowanym w ruchu anarchistycznym.